# Poinville
Poinville település Franciaországban, Eure-et-Loir megyében. Lakosainak száma 173 fő (2022. január 1.). Poinville Toury, Tivernon és Janville-en-Beauce községekkel határos.

## Népesség
A település népességének változása:
| Lakosok száma | 175  | 107  | 100  | 116  | 142  | 144  | 142  | 154  | 160  | 173  |
|               | 1968 | 1982 | 1990 | 2006 | 2013 | 2015 | 2017 | 2019 | 2020 | 2022 |